# ELMA Río Carcarañá
El ELMA Río Carcarañá fue un buque de transporte de la Empresa Líneas Marítimas Argentinas que tuvo participación en la guerra de las Malvinas. Fue inutilizado y hundido por parte de los británicos en mayo de 1982.

## Historia
Fue construido en Rijeka, Yugoslavia para ELMA. Fue gemelo de otras cinco naves, a saber: Río Colorado, Río Corrientes, Lago Lácar, Lago Traful y Lago Nahuel Huapi.

### Guerra de las Malvinas
En 1982, antes de la guerra del Atlántico Sur, la empresa mantenía al buque en amarre en el dique 4 del puerto de Buenos Aires por haber pasado su vida comercial útil, pues tenía alrededor de 20 años de antigüedad.
Luego de iniciar el conflicto, el Río Carcarañá zarpó de Buenos Aires el 22 de abril de 1982. Su carga consistía en alimentos y víveres, tambores de combustible y contenedores de JP1 (combustible para aviones), camiones con munición, jeeps y cañones antiaéreos como así también un camión lanzacohetes, proyecto de CITEFA. El comandante civil del buque era capitán de ultramar Edgardo Dell'Elicine, mientras que el capitán de corbeta Daniel E. Robelo desempeñaba como comandante militar. Transportaba a las islas unas 934 toneladas de carga. El 26 de abril fondeó en Puerto Groussac, en la costa noreste de la isla Soledad. Fue alijado por el ARA Isla de los Estados durante tres días, por dificultades para efectuar la descarga en el muelle del Apostadero Naval Malvinas de Puerto Argentino.
Durante el ataque del 1 de mayo, el buque fue ametrallado por un avión británico que le erró el blanco. Tras el ataquen fallido, el Río Carcarañá se dirigió al sur de la isla Soledad, debido a que se consideraba a la zona como menos peligrosa. El 3 de mayo recibió órdenes de zarpar hacia Puerto Rey, en la costa suroeste de la isla y sobre el estrecho de San Carlos. Al día siguiente traspasó unos 68 tambores de combustible al ARA Monsunen, un buque del gobierno colonial británico capturado por los argentinos. Dos días después entregó víveres al ARA Forrest, también otro buque colonial capturado. Al remolcador Yehuín le proporcionó dos cocinas de campaña y cinco contenedores. Hasta el 10 de mayo, se realizaron maniobras de alije por parte de los buques ARA Isla de los Estados, ARA Forrest y ARA Monsunen.
En la mañana del 16 de mayo el Río Carcarañá fue sobrevolado por un avión británico. Pasado el mediodía recibió el ataque de dos Harrier británicos con bombas y fuego de cañón de 30 mm. En un principio sus daños se consideraron como leves. Su tripulación desembarcó rápidamente (no sufrió bajas) y fue trasladada a la localidad de Bahía Fox, en la isla Gran Malvina, por el ARA Forrest. Tres días más tarde, una comisión especializada desembarcó del ARA Penélope en Puerto Rey para evaluar el estado del ELMA Río Carcarañá. Las fuerzas argentinas concluyeron que el buque no podía navegar debido a que necesitaba reparaciones importantes. Estas no podían realizarse en esa zona, debido a que está muy alejada de los principales asentamientos. El buque fue finalmente abandonado. Se cree que fue hundido en los ataques británicos del 23 y 24 de mayo.